# Setge de Constantinoble (1235)
El  setge de Constantinoble (1235)  va ser un setge conjunt búlgar-nicè a la capital de l'Imperi Llatí. L'emperador llatí Joan de Brienne va ser assetjat per l'emperador nicè Joan III Ducas Vatatzes i el tsar Ivan II Asen de Bulgària. El setge no va tenir èxit.

## Preludi
Després de la mort de Robert de Courtenay el 1228, va ser creada una nova regència sota Joan de Brienne en nom de Balduí II de Courtenay. Després de la desastrosa derrota epirota pels búlgars en la batalla de Klokòtnitsa, l'amenaça epirota a l'Imperi Llatí va ser eliminada, només per ser substituïda per la de Nicea, que es va iniciar amb l'adquisició de territoris a Grècia. L'emperador Joan III Ducas Vatatzes de Nicea va celebrar una aliança amb Bulgària, que el 1235 va donar lloc a una campanya conjunta contra l'Imperi Llatí.

## El setge
El 1235, Àngel Sanudo va enviar un esquadró naval per a la defensa de Constantinoble, on l'emperador Joan de Brienne estava sent assetjat per Joan III Ducas Vatatzes, emperador de Nicea, i Ivan II Asen de Bulgària. El setge conjunt búlgar-nicè no va reeixir. Els aliats es van retirar a la tardor per l'hivern entrant. Ivan Asen II i Vatatzes van acordar continuar el setge l'any següent, però l'emperador búlgar es va negar a enviar tropes. Amb la mort de Joan de Brienne el 1237 els búlgars van trencar el tractat amb Vatatzes a causa de la possibilitat que Ivan Asen II pogués convertir-se en regent de l'Imperi Llatí.
Mitjançant una altra intervenció de Sanudo, es va signar una treva entre els dos imperis per un període de dos anys.

## Conseqüències
El 1247, els nicens havien envoltat amb eficàcia Constantinoble, contra les fortes muralles de la ciutat que només els mantenien a ratlla, i la batalla de Pelagònia el 1258 va marcar el principi de la fi del predomini llatí a Grècia. Així, el 25 de juliol de 1261, amb la majoria de les tropes llatines lluny de la campanya, el general nicè Aleix Estrategopul va trobar una entrada sense vigilància a la ciutat, hi va entrar amb les seves tropes i va restaurar l'Imperi Romà d'Orient per al seu cap, Miquel VIII Paleòleg.